# Lipservice
Albums de Gotthard
Human Zoo
(2003) Domino Effect
(2007)
Lipservice est un album du groupe Gotthard sorti en 2005.

## Liste des pistes
1. All We Are
2. Dream On
3. Lift U Up
4. Everything I Want
5. Cupid's Arrow
6. I Wonder
7. I'm Alive
8. I've Seen An Angel Cry
9. Stay For The Night
10. Anytime Anywhere
11. Said & Done
12. The Other Side Of Me
13. Nothing Left At All
14. And Then Goodbye